# بنك فيصل الإسلامي السوداني

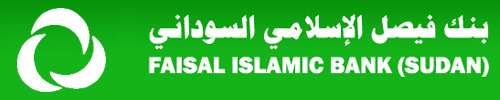
شعار بنك فيصل الاسلامي

بنك فيصل الإسلامي (السودان) هو شركة مساهمة عامة انشئت عام 1977 م إلى الآن. يقع مقره بالخرطوم شارع على عبد اللطيف، البنك يقدم جميع الخدمات المصرفية المعروفة بصيغ إسلامية.

## خدمات بنك فيصل الإسلامي السودان
يقدم البنك عدد من الخدمات المصرفية من ضمنها
- خدمة البنك الإلكتروني : تمكن العميل من متابعة حسابه أولاً بأول ومن أي مكان عبر استخدام متصفح الإنترنت[2]
- تطبيق فوري: وهو تطبيق الكتروني علي الهاتف الجوال يمكن العميل من القيام بالعمليات المصرفيه عبر الهاتف في امان وسريه
- نقاط البيع: خدمة نقاط البيع تسهل عمليات الدفع عبر التداول الغير نقدي وذلك باستخدام بطاقة الصراف الالي.

## شركات بنك فيصل الإسلامي السودان
للبنك عدد من الشركات التابعه له
- شركة التأمين الإسلامية المحدودة.
- الشركة الإسلامية للتجارة والخدمات المحدودة.
- شركة الفيصل للمعاملات المالية المحدودة.
- شركة الفيصل العقارية المحدودة.

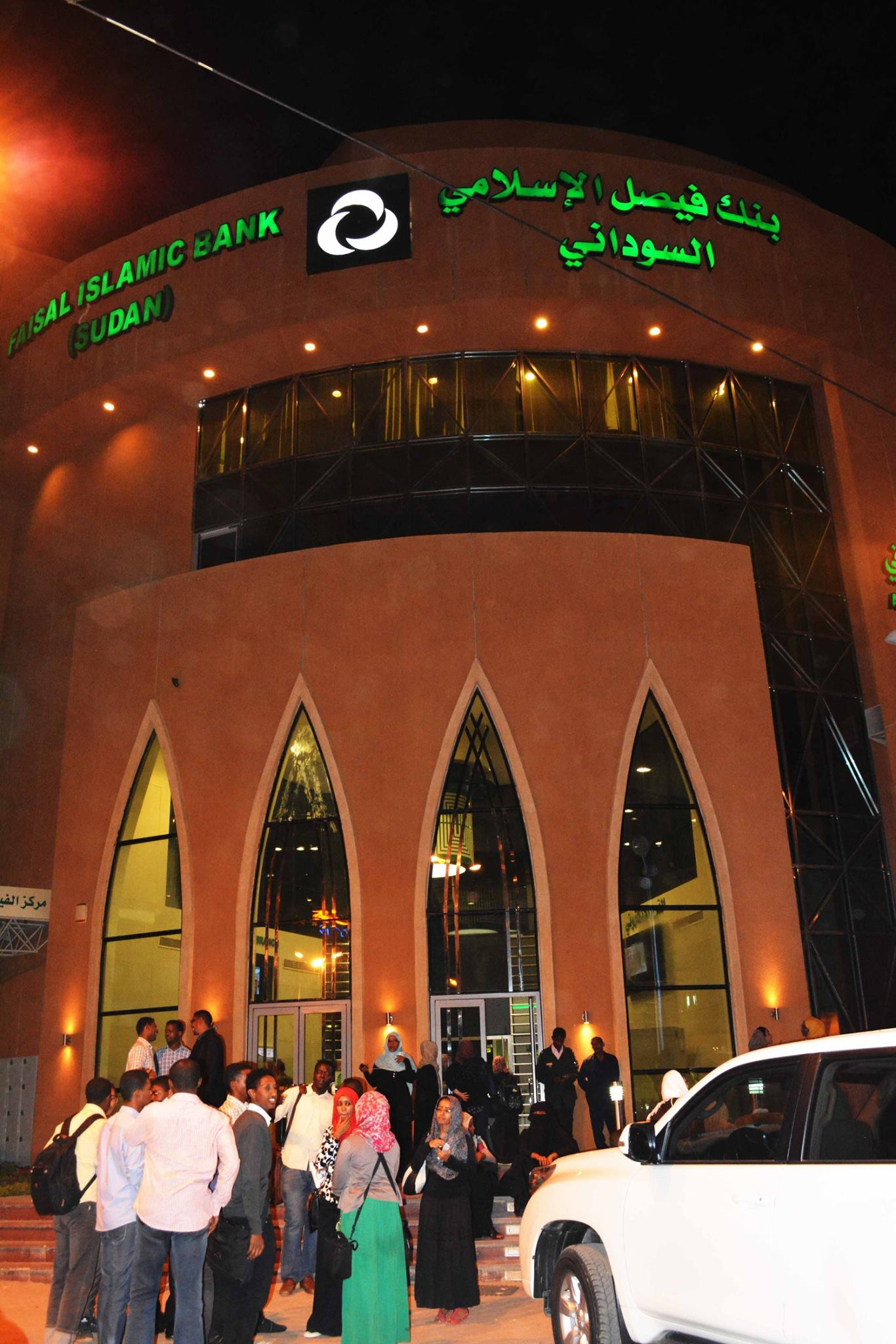
مبني مركز الفيصل الثقافي- الخرطوم

- مبني مركز الفيصل الثقافي- الخرطوممركز الفيصل الثقافي: أحد مؤسّسات المسؤولية الاجتماعية للبنك

## الفروع

### فروع البنكبالخرطوم[4]
| اسم الفرع                | الموقع                        |
| ------------------------ | ----------------------------- |
| الفيحاء                  | الخرطوم - شارع علي عبد اللطيف |
| المحطة الوسطى            | الخرطوم - شارع                |
| جامعة الخرطوم            | الخرطوم - شارع الجامعة        |
| السوق العربي             | شارع 21 أكتوبر                |
| السجانة                  | سوق لبسجانة                   |
| المنشية                  | بري                           |
| الرياض                   | شارع المشتل                   |
| المنطقة الصناعية         | شارع الغابة                   |
| السوق الشعبي             | سباق الخيل                    |
| السوق المحلي             | شارع البنوك                   |
| سعد قشرة                 | سوق سعد قشرة                  |
| الصناعية بحري            | شارع الصناعات                 |
| حلة كوكو                 | السوق                         |
| المحطة الوسطى امدرمان    | المحطة الوسطى                 |
| الجامعة الاسلامية الثورة | شارع الثورة بالنص             |
| الجامعة الاسلامية العرضة | شارع العرضة                   |
| الجامعة الاسلامية ابوسعد | ام درمان أبو سعد              |
| سوق ليبيا                | سوق ليبيا                     |
| السوق الشعبي             | السوق الشعبي                  |
| الموردة                  | شارع الموردة                  |

### فروع البنك بالولايات[5]
| اسم الفرع        | الموقع    |
| ---------------- | --------- |
| بورتسودان        | بورتسودان |
| كسلا             | كسلا      |
| القضارف          | القضارف   |
| ود مدني          | ود مدني   |
| الأبيض           | والابيض   |
| المنطقة الصناعية | الابيض    |
| الفاشر           | الفاشر    |
| كوستي            | كوستي     |
| نيالا            | نيالا     |
| شندي             | شندي      |
| سنجة             | سنجة      |
| ربك              | ربك       |
| الحصاحيصا        | الحصاحيصا |

## روابط خارجية
- الموقع الإلكتروني للبنك
- تطور كبير في أداء بنك فيصل الإسلامي السوداني نسخة محفوظة 11 يوليو 2021 على موقع واي باك مشين.